# انسان‌شناسی اجتماعی
انسان‌شناسی اجتماعی بخشی مهم از بررسی‌های انسان‌شناختی در پادشاهی متحده و بیشتر اروپا (به ویژه فرانسه) است؛ جایی که از انسان‌شناسی فرهنگی متمایز تلقی می‌شود. در ایالات متحده آمریکا، انسان‌شناسی اجتماعی اغلب به عنوان زیربخش انسان‌شناسی فرهنگی، یا در مبحث تازه انسان‌شناسی جامعه‌فرهنگی مورد بررسی قرار می‌گیرد.
در تضاد با انسان‌شناسی فرهنگی، فرهنگ و گستره آن (شامل روایت‌ها، آیین‌ها، و رفتار نمادین مرتبط با آن‌ها) به صورت سنتی اغلب از سوی انسان‌شناسی اجتماعی به عنوان «متغیر» وابسته (به لاتین: explanandum) دیده می‌شدند، که در بسترهای تاریخی و اجتماعی خود، شامل تنوع و جایگاه‌ها و دیدگاه‌ها و تناقض‌های زندگی اجتماعی، نهادینه هستند.
مباحث مورد علاقه در انسان‌شناسی اجتماعی شامل رسوم، اقتصاد، سیاست، حقوق، رفع درگیری‌ها، الگوهای مصرف و مبادله، خویشاوندی و ساختار خانواده، روابط جنسیتی، نگهداری از فرزند و جامعه‌پذیری، و دین هستند، و در عین حال انسان‌شناسان اجتماعی امروزه به مسائل دیگری چون جهانی‌شدن، خشونت‌های قومی، مطالعات جنسیتی، و فرهنگ‌های برآمده از فضای مجازی می‌پردازند. برای نمونه، جیلیان تت و کارن هو، انسان‌شناسان بریتانیایی و آمریکایی، به بررسی وال استریت پرداختند تا به ارائه توضیحی از بحران مالی ۲۰۱۲–۲۰۰۷ با بهره‌گیری از توضیحات برآمده از نگره‌های اقتصادی و سیاسی بپردازند.